# Ross Macdonald
Kenneth Millar, conegut amb el pseudònim Ross Macdonald (Los Gatos, Califòrnia; 13 de desembre de 1915 -  Santa Bàrbara, Califòrnia; 11 de juliol de 1983), escriptor amb doble nacionalitat estatunidenca i canadenca de novel·la negra, cèlebre per haver creat el personatge del detectiu privat Lew Archer.

## Biografia
Kenneth Millar va estudiar a Kitchener, Ontario. Al liceu va conèixer la també escriptora  Margaret Sturm, amb la qual es va casar el 1938. Van tenir una filla, Linda, morta el 1970.
Va començar la seva carrera literària en revistes pulp mentre estudiava a la Universitat de Michigan, la seva primera novel·la va ser The Dark Tunnel, 1944. Escrivia llavors amb el pseudònim de John Macdonald, per evitar tota confusió amb la seva dona, que escrivia amb èxit sota el nom de Margaret Millar. Així el seu nom es va transformar en John Ross Macdonald i posteriorment en Ross Macdonald, a causa de la possible confusió amb el també escriptor de novel·la negra John D. MacDonald.
De 1944 a 1946 va ser oficial de transmissions d'un vaixell i després va retornar a la universitat, on es va doctorar el 1951.
Després d'obtenir el doctorat Margaret i Kenneth Millar es van traslladar a viure a Califòrnia, terra nadiua de l'escriptor. Van establir la residència familiar a Santa Barbara, una ciutat 150 quilòmetres al nord de Los Angeles. La ciutat de Santa Bàrbara apareix sovint en les narracions de Macdonald sota el nom de Santa Teresa.

## Obra
Ross Macdonald va ser hereu del llegat literari de Dashiell Hammett i Raymond Chandler. El pes d'aquest llegat va ser tal que durant anys Ross Macdonald visqué a l'ombra dels grans del gènere, i trigà a rebre el reconeixement com un dels mestres de la narrativa criminal. Certament, al llegir les primeres entregues de la saga de Lew Archer és inevitable recordar-se de Philip Marlowe o de Sam Spade; Macdonald reprodueix el clàssic arquetip del detectiu privat abocat a una ètica recerca de la veritat, fins i tot per sobre de la dedicació a la cacera dels criminals. De mica en mica, però, l'estil propi de Ross Macdonald es va destacant sobre el fons dels seus predecessors i acaba adquirint uns trets molt característics: la contumàcia d'Archer en el rastreig de les culpes i la indagació de passats obscurs, juntament amb una progressiva abdicació d'Archer com a heroi protagonista. Tot això amb un estil de major densitat psicològica i complexitat en el disseny dels caràcters. Com a bon escriptor de novel·la negra, el que no variarà Macdonald és el realisme crític i la denúncia social al voltant del fet delictiu. No tan centrat a posar al descobert les intimitats d'un sistema corrupte, Macdonald manifesta un ferm compromís social en l'intent per mantenir dempeus certs valors ètics: "Si puc descobrir-la, estic al costat de la justícia. Si no, m'inclino pels desemparats" (Lew Archer a The Ivory Grin).
El detectiu Lew Archer va fer la seva primera aparició el 1946 a la novel·la Find the Woman; després va reaparèixer a The Moving Target, el 1949. Aquesta novel·la, primera d'una sèrie de vuit, va formar l'argument principal del film de Paul Newman Harper (1966). Les novel·les de Lew Archer de més èxit són The Goodbye Look, The Underground Man i Sleeping Beauty, i conclouen amb The Blue Hammer el 1976. El nom de Lew Archer és a causa del company de Sam Spade Miles Archer, que mor al principi de la novel·la El falcó maltès, de Dashiell Hammett i de Lew Wallace, el novel·lista de Ben-Hur.
La trajectòria de Ross Macdonald permet visualitzar l'evolució del gènere negre entre dos dels seus subgèneres més importants: del hard-boiled (dur i en ebullició), inspirat en les fonts hammettianes originals, a la crime psychology, pròpia d'una segona fase de la narrativa criminal. En efecte, les primeres aparicions d'Archer responen al testimoniatge crític, el ritme febril i l'adustesa del més pur hard-boiled, en què l'acció del protagonisme és clau per a la resolució del misteri, sense excloure el recurs habitual a la violència. En canvi, en les darreres entregues, Archer usarà la violència en comptadíssimes ocasions. Molt més important que el decreixement de la virulència, és la gradual pèrdua de protagonisme d'Archer, que adopta cada cop més una postura passiva en la trama, no pas per desídia sinó perquè la realitat l'ultrapassa. Deixa de liderar l'acció per anar-hi a remolc; sovint sembla que arribi tard al desenllaç d'uns fets que, en comptes de descobrir o precipitar, tan sols pot relatar. Macdonald preserva sempre el paper de narrador pel seu detectiu Archer, però el protagonisme real recau en els personatges amb què es troba, enredats la majoria de les vegades en fosques culpabilitats pretèrites que li serveixen a Macdonald per indagar en les arrels psicològiques del crim. Aquesta transformació defineix una química molt particular de l'estil de Ross Macdonald: el manteniment del personatge clàssic del detectiu privat però la renúncia explícita als valors d'un heroisme redemptor (tan típicament estatunidencs). El detectiu privat ja no és el cowboy urbà capaç ell sol de posar potes enlaire una realitat injusta: “A les novel·les tradicionals del gènere, s'admet que l'acció individual d'un home pot canviar alguna cosa. En les meves novel·les, és evident que Archer no pot canviar res, perquè mai un home sol no pot canviar tota una societat” (Ross Macdonald).
Dins la temàtica macdonaldiana, cal destacar el recurs a les intrigues i drames familiars, en les quals l'acumulació de la riquesa sembla inseparable de l'acumulació de secrets i culpabilitats. Un altre leit-motiv uniforme en tota la seva obra és la desaparició d'una persona, sovint fugitiva d'un passat massa engavanyador. L'obsessió per la pèrdua de les persones més properes s'explica per les absències que patí Macdonald al llarg de la seva vida: la marxa del seu pare durant la infantesa, la mort de la seva mare, la separació de la seva dona durant la guerra i la mort de la seva filla, Linda el 1970. L'horitzó de decadència moral generalitzada, molt especialment al voltant de les grans fortunes, s'eixampla a partir de 1950 amb la presa de consciència de l'erosió de la natura. El matrimoni Millar va prendre part del moviment ecològic a partir dels anys 70. En les últimes novel·les de Ross Macdonald (The Underground Man i Sleeping Beauty) l'acció devastadora de l'home sobre la natura configura el marc de la trama.
Inspirat en Francis Scott Fitzgerald, Macdonald va escriure per als fanàtics del gènere i també per als crítics literaris. William Goldman va qualificar a les seves novel·les com "la millor sèrie de novel·les detectivesques escrita per un autor americà".
El nom del detectiu Lew Archer, traduït al català, ha estat inspiració per a l'escriptor català de novel·la negra Jaume Fuster a l'hora de crear el detectiu Lluís Arquer, protagonista del recull 'Les claus de vidre'.
Gairebé totes les seves obres han estat traduïdes al català per Edicions 62 dins la col·lecció la cua de palla.

## Obres

### Novel·les amb Lew Archer
- The Moving Target - 1949 - (adaptada al cinema amb el títol Harper, el 1966)
- The Drowning Pool - 1950 - (adaptada al cinema amb el mateix títol el 1975)
- The Way Some People Die - 1951
- The Ivory Grin (aka Marked for Murder) - 1952
- Find a Victim - 1954
- The Barbarous Coast - 1956
- The Doomsters - 1958
- The Galton Case - 1959
- The Wycherly Woman - 1961
- The Zebra-Striped Hearse 1962
- The Chill - 1964
- The Far Side of the Dollar - 1965
- Black Money - 1966
- The Instant Enemy - 1968
- The Goodbye Look - 1969
- The Underground Man - 1971
- Sleeping Beauty  - 1973
- The Blue Hammer - 1976

### Relats on figura Lew Archer
- The Name is Archer (conté 7 relats) - 1955
- Lew Archer: Private Investigator (conté The Name is Archer i dues altres novel·les) - 1977
- The Archer Files - 2007. És una recopilació de tots els relats on apareix Lew Archer. Inclou els següents títols:
  - En busca de la mujer
  - Muerte en el agua
  - La mujer barbuda
  - Extraños en la ciudad
  - Chica desaparecida
  - La siniestra constumbre
  - El suicidio
  - Rubia culpable
  - Empresa inútil
  - El hombre enfadado
  - Azul medianoche
  - Perro dormido

### ElsLew Archer Omnibuses
- Archer in Hollywood - 1967
- Archer at Large - 1970
- Archer in Jeopardy - 1979

### Altres
Amb el nom de Kenneth Millar
- The Dark Tunnel (aka I Die Slowly) - 1944
- Trouble Follows Me (aka Night Train) - 1946
- Blue City - 1947
- The Three Roads - 1948

Amb el nom de Ross Macdonald:
- Meet Me at the Morgue (aka Experience With Evil) - 1953
- The Fergusson Affair - 1960